# Franco Pancheri
Franco Pancheri (Travagliato, 25 gennaio 1958) è un ex calciatore e allenatore di calcio italiano, di ruolo difensore, responsabile tecnico del settore giovanile dell'USD San Michele Travagliato.
In carriera ha totalizzato complessivamente 88 presenze in Serie A e 87 presenze in Serie B.

## Carriera

### Giocatore

Pancheri (a destra) alla Cremonese nel 1984, in contrasto sullo juventino Platini.

Cresciuto nelle giovanili dell'Inter, Pancheri venne inizialmente ceduto in prestito al Como e dopo due anni in riva al Lario, con una promozione dalla Serie C1 alla Serie B, tornò in nerazzurro come riserva di Roberto Mozzini e Nazzareno Canuti e partecipò con 17 presenze alla conquista dello scudetto 1979-1980.
Nello stesso anno debuttò nelle coppe europee in occasione della gara di ritorno valevole per i sedicesimi di finale di Coppa UEFA contro il Borussia Mönchengladbach, sfida conclusasi 3-2 a favore della squadra tedesca, schierato nel ruolo di terzino sinistro.
Ceduto all'Udinese nel 1981-1982, rimase in Friuli tre anni per essere poi ceduto alla Cremonese nel 1984-1985.
Il prosieguo della sua carriera lo vide giocare l'anno successivo nel Cesena in Serie B nel ruolo di libero. Con la squadra romagnola conquistò la promozione in Serie A nel 1986-1987, senza venir confermato per la stagione successiva.
Nel 1987-1988 scese di categoria giocando in Serie C1 nella Casertana, per poi passare al Trento.
Nel 1990 approdò all'Aversa Normanna nella doppia veste di giocatore-allenatore.

### Allenatore
Dopo l'esperienza all'Aversa Normanna, allenò le giovanili dell'Inter.
Nel 2003 ha allenato anche il Levadia Tallinn, mentre nel 2011 guidò la formazione Berretti del Lumezzane.
Nel giugno del 2013 ha allenato la formazione Berretti della Pergolettese. Nell'ottobre del 2014 è diventato il tecnico del Palazzolo, in Eccellenza.
Dal settembre del 2015 lavora presso l'USD San Michele Travagliato, club di Prima Categoria bresciana, ricoprendo il ruolo di direttore tecnico e di responsabile del settore giovanile.

## Palmarès

### Giocatore
- Campionato italiano Serie C1: 1

Como: 1978-1979 (girone A)
- Campionato italiano: 1

Inter: 1979-1980